# Piedratajada (kommunhuvudort)
Piedratajada är en kommunhuvudort i Spanien.   Den ligger i provinsen Provincia de Zaragoza och regionen Aragonien, i den nordöstra delen av landet, 300 km nordost om huvudstaden Madrid. Piedratajada ligger 419 meter över havet och antalet invånare är 166.
Terrängen runt Piedratajada är huvudsakligen platt, men norrut är den kuperad. Runt Piedratajada är det glesbefolkat, med 8 invånare per kvadratkilometer. Närmaste större samhälle är Luna, 11,8 km väster om Piedratajada. Trakten runt Piedratajada består till största delen av jordbruksmark.